# تاراج عشق
تاراج عشق یک مجموعه تلویزیونی عربی ساخت سال ۲۰۱۵ و محصول لبنان است. داستان این مجموعه تلویزیونی برگرفته از فیلم سینمایی آمریکایی "Indecent Proposal" پیشنهاد بی شرمانه محصول سال ۱۹۹۳ آمریکا است. 

## بازیگران
- تیم حسن در نقش تیمور
- نادین نسیب نجیم در نقش یاسمین
- یوسف الخال در نقش آدم، شوهر یاسمین
- کارمن لبس
- أیمن عبد السلام
- جناح فاخوری
- انجو ریحان
- یسرا اللوزی
- خالد السید - فواز
- باتریک مبارک
- جورج دیاب
- شربل اسکندر